# Kermelik, Özvatan
Kermelik là một xã thuộc huyện Özvatan, tỉnh Kayseri, Thổ Nhĩ Kỳ. Dân số thời điểm năm 2008 là 521 người.